# Дечко Стоев
Дечко Стоев е български художник роден в село Търничени, но живял и творил основно в морския град Поморие.

## Биография
Дечко Стоев е роден на 31 май 1919 година в с.Търничани. Завършва училище в град Карлово след което завършва „Монументална живопис“ в Национална художествена академия. макар и разпределен за работа в Народния Театър „Иван Вазов“ в София, Дечко Стоев предпочита по-спокойния и малък морски град – Поморие където се жени за диригента Милка Стоева и се раждат двете му деца диригента Светла Стоева и Донко Стоев – доктор по медицина.

## Награди и признание
- През 2000 г. Дечко Стоев е обявен за почетен гражданин на град Поморие.
- През 2016 г. е открита художествена галерия „Дечко Стоев“ в Поморие.[3][4]